# Confine tra Iraq e Turchia
Il confine tra l'Iraq e la Turchia (in arabo الحدود العراقية التركية‎?, in turco Irak–Türkiye sınırı) è lungo 367 km e parte dal triplice frontiera con la Siria a ovest fino al triplice frontiera con l'Iran a est.

## Geografia
Il confine inizia a ovest alla triplice frontiera con la Siria alla confluenza del fiume Tigri e del fiume Piccolo Khabur. Segue quindi quest'ultimo fiume verso est, e poi il fiume Hezil Suyu a nord-est. Il confine poi vira verso est via terra attraverso una serie di linee irregolari su creste montuose e piccoli ruscelli, e girando alla fine verso sud per connettersi al fiume Hajji Bak (Hacibey Suyu). Segue quindi questo fiume in direzione nord-est fino alla triplice frontiera con l'Iran. La regione di confine è estremamente montuosa ed è abitata quasi esclusivamente da curdi su entrambi i lati.

## Storia
All'inizio del XX secolo l'Impero Ottomano controllava gli attuali territori di Turchia e Iraq. Durante la prima guerra mondiale una rivolta araba, sostenuta dalla Gran Bretagna, riuscì a rimuovere gli ottomani dalla maggior parte del Medio Oriente. Come risultato dell'accordo segreto anglo-francese Sykes-Picot del 1916, la Gran Bretagna ottenne il controllo dei Vilayets ottomani di Mosul, Baghdad e Bassora che confluirono nel mandato dell'Iraq nel 1920.

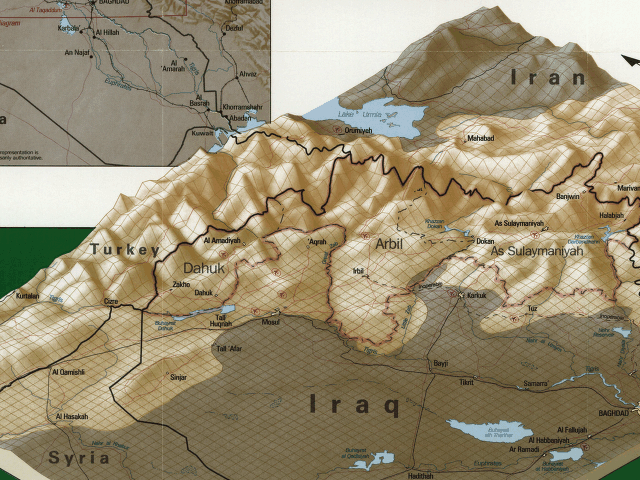
Carta topografica della regione di confine

Con il Trattato di Sèvres del 1920 la Turchia anatolica doveva essere suddivisa, con le aree a nord del Vilayet di Mosul da includere all'interno di uno stato curdo autonomo o indipendente. I nazionalisti turchi erano contro il trattato, e contribuirono allo scoppio della guerra d'indipendenza turca; il successo turco in questo conflitto rese Sèvres obsoleta. Con il Trattato di Losanna del 1923 fu riconosciuta l'indipendenza della Turchia e fu concordato un accordo territoriale molto più generoso, anche se portò alla rinuncia formale della Turchia a qualsiasi rivendicazione sulle terre arabe. Come misura provvisoria, l'ex confine settentrionale del Vilayet di Mosul doveva fungere da confine tra l'Iraq controllato dagli inglesi e la Turchia, con una delimitazione più precisa da concordare in seguito.
I funzionari britannici e turchi si incontrarono nel 1924 ma non furono in grado di determinare un confine reciprocamente soddisfacente e la questione fu deferita alla Società delle Nazioni. Nell'ottobre 1925 l'organizzazione propose un confine (la cosiddetta "linea di Bruxelles") che era sostanzialmente uguale a quello dei limiti settentrionali del vecchio Vilayet di Mosul. Il 5 giugno 1926 Gran Bretagna e Turchia firmarono il Trattato di Ankara, con il quale entrambi gli Stati riconoscevano la linea di Bruxelles (con alcune modifiche minori) come frontiera. Il confine fu poi delimitato sul terreno nel 1927.
Generalmente cordiali, le relazioni diplomatiche tra Iraq e Turchia divennero tese dopo la guerra del Golfo (1990-1991). La creazione di un'area curda autonoma nel nord dell'Iraq ha fornito rifugio ai guerriglieri curdi che operavano nel sud-est della Turchia e da allora la Turchia ha condotto numerose incursioni militari attraverso il confine nel tentativo di contrastare quello che ritiene come terrorismo curdo.

## Valichi di frontiera
Sono presenti tre valichi lungo tutto il confine, due per il traffico veicolare e uno per il traffico veicolare e ferroviario. Il più trafficato dei tre, Habur, è tra i posti di blocco di confine più trafficati del mondo. 
| Checkpoint turco | Provincia | Checkpoint iracheno | Provincia | Apertura         | Itinerario in Turchia | Strada in Iraq | Status |
| ---------------- | --------- | ------------------- | --------- | ---------------- | --------------------- | -------------- | ------ |
| Habur            | Şırnak    | Zakho               | Zakho     | 18 luglio 1969   |                       |                | Aperto |
| Gülyazı          | Şırnak    | ?                   | ?         | 24 gennaio 2012  | ?                     | ?              | Chiuso |
| Şemdinli-Derecik | Hakkâri   | ?                   | ?         | 14 febbraio 2011 | ?                     | ?              | Chiuso |
| Çukurca-Üzümlü   | Hakkâri   | ?                   | ?         | 7 maggio 2015    | ?                     | ?              | Aperto |